# Insight Bowl de 2003
A Insight Bowl de 2003 foi um evento esportivo entre Virginia Tech Hokies e California Bears, em Phoenix, nos Estados Unidos.